# Operations Research Office
Das Operations Research Office (kurz ORO) war ein ziviles Zentrum für militärische Forschung, welches 1948 von der United States Army gegründet wurde. Es war der Johns Hopkins University  angegliedert. Es gilt als eines der Gründungsinstitute der Operations Research als interdisziplinäre Wissenschaft.
Die Büros des ORO waren ursprünglich im Fort Lesley J. McNair (Washington, D.C.). Im Jahr 1952 zogen sie nach Chevy Chase im Bundesstaat Maryland um. Nach Kündigung des Vertrages mit der Johns Hopkins University wurde das Operations Research Office 1961 aufgelöst. Kurz nach der Auflösung wurde die Research Analysis Corporation gegründet, die die meisten der Mitarbeiter der ORO-Projekte übernahm. Die RAC wurde von der US-Armee bis Juni 1972 finanziert.
Das ORO beschäftigte sich insbesondere mit dem Special-Purpose-Individual-Weapon-Programm, welches der Vorläufer des Small Arms Master Plan war.